# Ro Laren
Ro Laren 'ro:_'laer@n és un personatge de ficció que apareix de manera recurrent a les temporades cinquena, sisena i setena de la sèrie de televisió de ciència-ficció americana Star Trek: La nova generació. El personatge va tornar per a la tercera temporada de Star Trek: Picard. Interpretada per Michelle Forbes, és una membre de l'espècie bajorana que s'uneix a la tripulació de l'USS Enterprise-D malgrat l'objecció fervent del capità Jean-Luc Picard (Patrick Stewart), que va citar el seu consell de guerra anterior. Ro també estava en contra d'unir-se a la tripulació de l'"Enterprise", però va dir: "És millor que la presó". El personatge estava pensat tant per estar en desacord amb els membres habituals de la sèrie com per substituir Wesley Crusher al càrrec d'oficial de comandament al pont. Forbes va ser escollida per interpretar Ro després d'aparèixer anteriorment a la sèrie com a Dara a l'episodi "Mitja vida".
El personatge apareix per primera vegada a l'episodi de la cinquena temporada "L'alferes Ro", que revela elements de la història de Ro. Continua apareixent durant tota aquella temporada i fa una nova aparició tant a la sisena com a la setena temporada. La Flota Estel·lar va buscar la seva ajuda per ajudar els cardassians a detenir un terrorista bajorà. Després d'unir-se a la tripulació de l'"Enterprise", vol abandonar la secció d'enginyeria de la nau després d'una sèrie de talls de corrent a "Desastre". Juntament amb Geordi La Forge (LeVar Burton), es veu afectada per un experiment romulà a "La fase següent", i ha d'ajudar a evitar que els extraterrestres destrueixin l'"Enterprise". A "Trapelles", es troba entre la tripulació que es transforma en nens i ajuda a evitar un complot ferengi. Quan fa la seva última aparició a "Atac amb dret de prioritat", la Flota Estel·lar li encarrega que s'infiltri en els Maquis, i finalment deserta i s'hi uneix permanentment.
També estava previst que Ro fos un personatge principal a Star Trek: Deep Space Nine, però Forbes va rebutjar el paper, així que es va crear Kira Nerys per substituir-la. Els crítics van discutir les opinions religioses de Ro, comparant-les amb les de Kira. Ro va ser rebuda positivament tant pels crítics com pels fans. Els crítics han elogiat l'actuació de Forbes i la interacció de Ro amb els personatges existents. Ha estat col·locada en diverses enquestes que llisten els personatges més populars, i Jordan Hoffman la qualifica com el segon personatge femení secundari amb més força de la franquícia.
Ro, de nou interpretada per Forbes, va tornar per a la tercera temporada de Picard a l'episodi "Imposters", servint com a comandant de la Intel·ligència de la Flota Estel·lar.

## Concepte i desenvolupament
Durant el procés de planificació de la cinquena temporada de cinquena temporada de Star Trek: La nova generació, els productors buscaven afegir un personatge recurrent que pogués entrar en conflicte amb el repartiment habitual en alguns moments, així com un nou oficial de comandament per substituir Wesley Crusher. Tenint això en compte, l'episodi "L'alferes Ro" va ser escrit per Michael Piller, a partir d'una idea d'història creada conjuntament amb Rick Berman, per introduir específicament el personatge de l'alferes Ro Laren. L'episodi va ser dissenyat per mostrar una història de fons per al personatge, que estaria en desacord amb l'ideal del creador de la sèrie Gene Roddenberry que els oficials de la Flota Estel·lar treballessin junts sense problemes. Un dels seus trets principals era que seria membre d'un poble oprimit, el món natal del qual havia estat conquerit per un altre. La productora supervisora Jeri Taylor va explicar que havien intentat afegir una mica de "vida fresca" utilitzant un personatge més fosc.

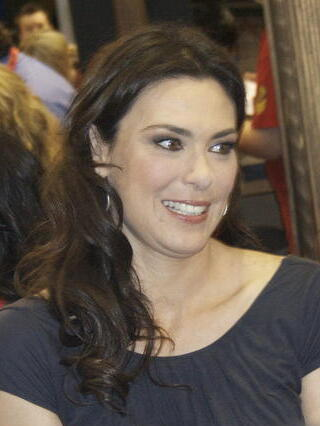
Michelle Forbes va ser la primera actriu a portar el disseny de Michael Westmore per al maquillatge bajorà.

A Michelle Forbes se li va demanar que tornés a la sèrie, després d'impressionar els productors amb la seva actuació com a Dara a l'episodi "Mitja vida". El personatge era la filla de Timicin, interpretat per David Ogden Stiers, i donava suport a la tradició que el seu pare havia de cometre un suïcidi ritual en arribar a una certa edat. El maquillatge bajorà es va crear sobre ella, amb Michael Westmore intentant fer-la semblar diferent de la resta de l'equip, però d'una manera que no perjudiqués el seu aspecte. Westmore va crear un aparell sobre el nas de Forbes, abans d'afegir una filera de crestes a la seva cara. Va ser dissenyat per ser lleuger i flexible, ja que volia que la peça es mogués amb les expressions facials de Forbes. La seva versió del maquillatge tenia set crestes, mentre que altres actors d'"Alferes Ro" tenien números diferents, entre cinc i nou, amb els actors masculins portant peces més grans.
Piller va descriure l'addició de Ro al repartiment com un dels èxits més importants de la temporada, i es va alegrar que fos ben rebuda. Va afegir que a "L'alferes Ro", van prendre la decisió deliberada que Guinan abracés Ro per assegurar-se que els fans s'entusiasmessin amb la nova incorporació. Piller va sentir que quan Guinan va portar Ro a conèixer el capità Picard en aquell episodi, el personatge estava presentant Ro als fans de la sèrie i donant-li suport. Durant el procés d'escriptura, va sentir que un cop es va trobar amb l'amistat entre Guinan i Ro, va creure que "realment havíem fet alguna cosa magnífica". Forbes, mentrestant, va elogiar l'escriptura i el repartiment de la sèrie, dient que s'havia "enganxat molt a Star Trek".
Piller es va decebre amb el següent episodi de Ro, "Desastre", ja que la va posar en la posició de la consellera incrèdula Deanna Troi sense haver tingut el pes de les "victòries". en el passat per convèncer l'espectador del poder de les seves conviccions. Va gaudir de la seva sobtada relació amb el comandant William Riker a "L'enigma". Forbes va compartir l'opinió sobre aquell episodi, i va dir més tard: "Quan tens amnèsia, et preguntes si això treu a la llum un costat teu que sempre ha volgut sortir. Realment estaries còmode amb això? És una cosa interessant. M'ho vaig passar molt bé amb aquell episodi." Més tard a la temporada, "La fase següent" es va escriure amb la idea de ser un vehicle per a Geordi La Forge i Troi, però es va decidir incloure Ro, en canvi, com un dels personatges principals. Ro havia estat inclosa com un dels tres personatges principals a la proposta original de Morgan Gendel per a l'episodi "La llum interior". Això l'hauria vist en un triangle amorós amb Picard i Riker. En canvi, el concepte es va redissenyar per centrar-se únicament en Picard.
Ro va fer una sola aparició a la sisena temporada, a l'episodi "Trapelles", en què un accident amb el transportador fa que Ro i tres persones més es converteixin en adolescents, amb la versió més jove de Ro interpretada per Megan Parlen. Després de l'episodi, van sorgir algunes consideracions sobre si mantenir o no Ro com a nena, ja que el seu retorn a l'edat adulta mai es va mostrar a la pantalla. Taylor va dir que el canvi hauria estat "massa dràstic per a nosaltres", i la idea va ser abandonada. La seva última aparició, al penúltim episodi de la sèrie, "Atac amb dret de prioritat", havia estat considerada una possibilitat remota pels productors. Després de no aconseguir acordar les seves aparicions a Star Trek: Deep Space Nine, l'agent de Forbes els havia advertit que es mantinguessin allunyats d'ella. Una setmana abans del rodatge, no es va crear cap història per a l'episodi més enllà de la idea que continuaria l'episodi de Deep Space Nine "The Maquis", i no s'havia arribat a cap acord amb Forbes per aparèixer. El seu agent va indicar que Forbes volia parlar directament amb els productors, així que va fer la trucada telefònica, inventant-se una història per a l'episodi a mesura que avançava la conversa. Forbes va estar-hi d'acord, fent la seva última aparició a la franquícia. El personatge va ser ascendit a tinent, i Forbes va portar un maquillatge bajorà actualitzat desenvolupat per Westmore per a Deep Space Nine.

### Star Trek: Deep Space Nine
"L'alferes Ro" va influir en la creació de Deep Space Nine, amb els bajorans i els cardassians extrets directament de l'episodi. El personatge es va incloure a la descripció original de la sèrie, estacionat a l'estació de la Flota Estel·lar amb seu a Bajor, i els productors havien planejat que fos ascendit a tinent en un episodi de La nova generació abans de l'inici de Deep Space Nine. Taylor esperava que Ro sortís de La nova generació, així que havia pres algunes mesures per assegurar-se que el personatge fos substituït. Va dir: "Tots estimem Michelle Forbes", però els plans per substituir Ro no pretenien afegir algú amb el tipus de foc que mostra el personatge en episodis com "La fase següent". També va dir que si Ro hagués de romandre a "La nova generació", el personatge hauria evolucionat naturalment lluny d'aquesta posició conflictiva, de totes maneres.
La intenció era que Ro fos un dels pocs personatges de "La nova generació" que es traslladarien a la nova sèrie, juntament amb Miles i Keiko O'Brien. En aquesta etapa, els altres personatges només es descrivien com un oficial científic que utilitzava cadira de rodes, un metge descarat, un agent de la llei civil, el propietari d'un bar i el comandant de l'estació i el seu fill. La posició de Ro a l'estació hauria estat actuar com a enllaç entre l'estació i el govern bajorà. Tal com es descriu a la bíblia de la sèrie, els productors havien planejat que Ro fos un punt de conflicte amb els "oficials de la Flota Estel·lar segons el manual". Pel que fa als altres personatges principals, es va planejar que tingués una amistat amb Odo i que fos mentorada per Jadzia Dax.
Tant Berman com Piller van intentar que Forbes signés per interpretar Ro com a personatge principal de la sèrie, però ella els va rebutjar. Li agradava fer aparicions ocasionals a "La nova generació", però no volia lligar-se a un contracte de cinc o sis anys amb el repartiment principal en aquell moment de la seva carrera. També estava preocupada pel tipus d'exigències que els fans feien a les estrelles d'aquella sèrie en termes d'aparicions, i no volia assumir el nivell d'aparicions que s'esperaria d'un membre principal del repartiment a "Deep Space Nine". Els productors de "Deep Space Nine" van decidir crear un nou personatge que encaixés en un motlle similar, cosa que va resultar en la creació de Kira Nerys, que va ser interpretada per Nana Visitor. Això va ser dissenyat per requerir el mínim canvi possible en la premissa del pilot en aquell moment, que ja estava en producció. Durant el transcurs de la sèrie, Forbes va dir als entrevistadors que estava interessada a fer aparicions puntuals a la sèrie si li agradava la història i el paper.

## Aparicions

### Antecedents
D'acord amb la tradició bajorana, el seu cognom precedeix el seu nom personal. Quan s'uneix per primera vegada a la tripulació de l'"Enterprise-D" durant el transcurs de "L'alferes Ro", el capità Picard (Patrick Stewart) s'adreça a ella com a "alferes Laren". Ella el corregeix, dient que Laren és el seu nom de pila i Ro és el seu cognom. Aleshores se la coneix com a "alferes Ro". Durant les seves diverses aparicions a "La nova generació", es revela informació sobre la seva història. Bajor havia estat sota l'ocupació dels cardassians durant la seva joventut, i als set anys, va veure com un dels ocupants torturava el seu pare fins a la mort. Això va portar a un odi etern cap als cardassians.
Ro es va unir a la Flota Estel·lar, i després de ser destinada a l'USS "Wellington", va formar part d'un equip de camp. Durant aquella missió, va desobeir ordres, cosa que va provocar la mort de vuit tripulants. Posteriorment va ser sotmesa a consell de guerra i empresonada a Jaros II. L'almirall Kennelly (Cliff Potts) més tard li va concedir un indult i li va permetre tornar al servei de la Flota Estel·lar a canvi de convèncer el terrorista bajorà Orta (Jeffrey Hayenga) què cancel·lés els seus atacs després d'una incursió a una colònia de la Federació. La porta a l'"Enterprise" amb l'objectiu de completar aquesta missió.

### Star Trek: La nova generació
Com es mostra a "L'alferes Ro", durant una missió d'un equip de camp per capturar Orta, Ro aconsegueix que l'equip sigui pres com a ostatge. Com a resultat, Picard la confina a les seves estances, però descobreix que els bajorans no van ser responsables de l'atac a la colònia de la Federació, i Guinan (Whoopi Goldberg) convenç Ro perquè expliqui a Picard el pla de Kennelly. Ro tenia ordres d'oferir armes a Orta per enganyar-lo perquè revelés la seva presència perquè els cardassians poguessin destruir la seva nau. En aquell moment, Kennelly intervindria i ordenaria a Picard que no intervingués per mantenir el tractat de pau amb els cardassians. Picard permet que el pla avanci, però els cardassians destrueixen una nau buida abans de revelar que havien organitzat l'atac per aconseguir ajuda contra els bajorans. Al final de l'episodi, Picard ofereix a Ro un lloc a la tripulació de l'"Enterprise", que ella accepta.
A "Desastre", Ro és un dels tripulants atrapats al pont de l'"Enterprise" quan pateix una sèrie de talls de corrent. La nau corre el risc de ser destruïda a causa de la possible fallada dels camps de contenció de les càpsules d'antimatèria. Ro argumenta que han de separar la secció del plat per salvar els que hi són a bord, ja que no tenen manera de saber si encara hi ha algú viu a la part d'enginyeria de la nau. Quan la tripulació pateix amnèsia de grup a "L'enigma", Ro i Riker actuen per atracció mútua fins que els seus records es restauren. A "La fase següent", Ro i La Forge aparentment moren després d'un accident de transportador després de tornar d'un au de guerra romulana, però han patit els efectes secundaris d'un experiment de camuflatge romulà. Inicialment, Ro es pregunta si ha mort o no i ara és a l'altra vida, però juntament amb La Forge, descobreix un complot romulà. Després de derrotar un agent romulà similarment camuflat, Ro i La Forge alerten la tripulació i tornen a la normalitat, advertint a Picard i evitant el desastre.
A l'episodi "Trapelles", Ro, Picard, Guinan i Keiko O'Brien (Rosalind Chao) es transformen en versions adolescents d'ells mateixos tot i conservant la seva intel·ligència adulta. De petits, frustren un complot ferengi per robar l'"Enterprise" i vendre la tripulació com a mà d'obra esclava.
Al seu últim episodi, "Atac amb dret de prioritat", Ro torna a l'"Enterprise" com a tinent després de passar un any a l'Entrenament Tàctic Avançat de la Flota Estel·lar. Durant el transcurs del seu entrenament, el seu oficial al comandament, el tinent comandant Chakotay, dimiteix de la Flota Estel·lar per unir-se als Maquis quan el seu pare és assassinat pels cardassians. La Flota Estel·lar li demana que s'infiltri en els Maquis rebels, que estan soscavant el tractat de la Federació amb Cardàssia. Durant la missió, descobreix que les seves lleialtats entren en conflicte amb els seus deures, ja que es torna cada cop més comprensiva amb la difícil situació dels Maquis. Malgrat l'esforç de Picard per obligar-la a complir amb el seu deure, s'uneix al grup rebel. Riker diu que semblava força segura que estava fent el correcte, tot i que lamenta haver decebut Picard. Clarament ferit per la traïció de Ro, Picard roman en silenci.

### Star Trek: Picard
Ro torna més tard a "Imposters", el cinquè episodi de la tercera temporada de Star Trek: Picard. Des que va deixar lEnterprise, Ro s'havia lliurat a la Flota Estel·lar i va ser reclutada per la Intel·ligència de la Flota Estel·lar a causa de la seva experiència en la infiltració d'organitzacions terroristes. Arriba al Titan-A per presumptament interrogar Picard i Riker pel segrest de la nau, però després d'una acalorada conversa amb Picard sobre la seva traïció, revela que està investigant els canviants i creu que la Flota Estel·lar ha estat compromesa als nivells més alts. Ro dóna a Picard un avantatge per escapar, però és traïda pel seu equip de seguretat, que en realitat són uns canviants disfressats, i se sacrifica per paralitzar l'"Intrepid" per permetre que el "Titan-A" s'escapi, però no abans de donar a Picard la seva arracada bajorana, que Riker revela que és un xip de dades que conté fitxers sobre tota la seva investigació. Una transmissió entrant revela que era la misteriosa encarregada de Worf i Raffi. Abans de la seva mort, Picard i Ro aconsegueixen acceptar la seva traïció, i Picard finalment entén les seves decisions. La seva mort afecta molt a Picard.

### Aparicions no canòniques
Ro fa una sèrie d'aparicions a la sèrie de novel·les no canòniques basada en "La nova generació". La seva primera aparició és a la novel·la War Drums, by John Vornholt, publicada el 1992, que narra una missió a un planeta anomenat Selva, i Ro hi té un paper important. També s'inclou una ampliació dels seus antecedents i primers anys de vida al llibre Night of the Wolves de S. D. Perry i Britta Dennison. Els esdeveniments de la missió mentre servia a l'USS "Wellington" es van mostrar al segon número especial de la sèrie "The Next Generation" de DC Comics. La carrera de Ro amb els Maquis també es relata a les novel·les. A Rogue Saucer, ella és la responsable de planificar l'atac a lEnterprise en què els Maquis roben una secció prototip del plat. Ro apareix a la novel·la Tunnel Through the Stars, ambientada durant els esdeveniments de la Guerra del Domini. Ro i els Maquis restants uneixen forces amb Picard i l'Enterprise-E per derrotar les forces del Domini que intenten construir un forat de cuc artificial per evitar el que hi ha a prop d'Espai Profund 9.
Va començar a aparèixer a les novel·les de rellançament de Deep Space Nine començant amb Avatar en dues parts de Perry. Les novel·les de rellançament mostren els esdeveniments que ocorren després de l'episodi final de la sèrie de televisió. A Avatar, Ro s'allista a la milícia bajorana amb el rang de tinent i és assignat a Espai Profund 9 com a nou cap de seguretat sota el comandament de la coronel Kira. Aquest moviment de Ro també es relata com a història del videojoc de rol  massiu Star Trek Online.
A Twilight de David R. George III, la primera part de la minisèrie Missió: Gamma, Quark i Ro comencen a desenvolupar sentiments romàntics l'un per l'altre. A Unity de Perry, Ro es reincorpora a la Flota Estel·lar després que Bajor s'uneixi a la Federació i les seves forces militars es fusionin. Inicialment està aprensiva sobre la possibilitat, però Picard la convenç d'acceptar un indult pel seu temps amb els Maquis. Amb el temps, Ro va ser ascendida a capità i, a partir de la sèrie de llibres Star Trek: The Fall, està al comandament del nou Espai Profund 9, després de la destrucció de l'original a mans d'un element rebel del Typhon Pact. Ro també va ser un dels personatges inclosos al llançament del videojoc d'estratègia Star Trek Timelines de Disruptor Beam.

## Temes
Els bajorans han estat descrits com a anàlegs d'una varietat de pobles desplaçats, i el novel·lista de Star Trek Keith DeCandido els compara amb "palestins, jueus, kurds, haitians; la trista realitat és que pràcticament pots triar i triar. La història està plena de persones a qui els han arrabassat les seves llars, obligades a convertir-se en refugiats." L'ocupació cardassiana de Bajor (el món natal bajorà) s'ha comparat amb l'Holocaust, i Ro és considerada una supervivent de l'Holocaust. En el seu capítol "Speakers for the Dead: Star Trek, the Holocaust, and the Representation of Atrocity" del llibre Star Trek as Myth, l'escriptor Matthew Wilheim Kapell va comparar les experiències i reaccions de Ro Laren i Kira Nerys després de l'ocupació cardassiana de Bajor. Va dir que l'impacte en Ro representava la "visió no americana de l'holocaust", ja que no es recupera completament del trauma i continua afectant, per exemple, impedint-li connectar amb les seves creences religioses a "La fase següent". Explica que Kira és un personatge molt més "americanitzat", que actua com a "resistent i fins i tot alliberadora" durant l'ocupació. Com a resultat, a diferència de Ro, Kira conserva les seves creences religioses i no sol mostrar cap trauma emocional continu. S'han fet més comentaris sobre la relació de Ro amb la religió. A The Literary Galaxy of Star Trek, James F. Broderick va comparar la situació en què Ro i La Forge estan atrapats fora de fase a "La fase següent" amb la de l'habitant del purgatori a l' "Infern" de Dante Alighieri.

## Recepció
Quan va fer la ressenya de "L'alferes Ro" per a Tor.com, DeCandido va descriure Michelle Forbes com a "estel·lar" i va anomenar Ro "un dels millors personatges recurrents de TNG". També va afegir que el personatge era "una mica de pixada i vinagre per afegir a la barreja melosa d'homogeneïtat que sol ser el repartiment de TNG". En la seva crítica de "Atac amb dret de prioritat", va dir que l'arc del personatge de Ro "tanca el cercle: una vegada més pren una decisió que la deixa fora de la Flota Estel·lar". Va tornar a elogiar Forbes, dient que ella "habita el personatge tan completament, des de la seva incomoditat a la recepció en el seu honor fins a interpretar el paper de rebel, passant pel seu dolor en pensar en el seu pare... fins a la seva decisió de trair la Flota Estel·lar i l'"Enterprise". Va criticar l'episodi per no tancar la relació Riker-Ro de la mateixa manera que s'havia donat un tancament a la seva amistat amb Picard. Zack Handlen va fer la crítica de "L'alferes Ro" per a The A.V. Club, i va descriure Ro com a "fantàstica" i va dir que el paper representava "una de les rares vegades que TNG ha aconseguit tenir un personatge frustrat que no sembla immediatament massa odiós o falsament confrontatiu". Però va criticar la manera com la seva opinió va canviar per ser més favorable a Picard i l'Enterprise, ja que considerava que la intervenció de Guinan era perjudicial per a la trama.
Ro Laren ha estat objecte de diverses enquestes amb els personatges de la franquícia al llarg dels anys. En una llista dels personatges femenins més forts del lloc web oficial de Star Trek de Jordan Hoffman el 2012, Ro Laren va quedar segona darrere d'Edith Keeler de l'episodi Star Trek: La sèrie original "La ciutat a la frontera del futur". Va dir que Ro era una de les "figures més riques de Trek", i desitjava poder veure una línia de temps alternativa on Forbes hagués acceptat el paper principal en el repartiment de Deep Space Nine. Una enquesta a la convenció oficial de Star Trek de Creation Entertainment el 2013, realitzada per Hoffman, va situar Ro Laren com el cinquè personatge recurrent més popular entre els fans, darrere d'Elim Garak, Q, Gul Dukat i el general Martok. Hoffman va expressar l'opinió que esperava que ocupés una posició més alta en el rànquing, a causa del nombre dels seus seguidors vocals; tanmateix, també va rebre moltes xiulades. En una enquesta realitzada al lloc web oficial de Star Trek el 2014 sobre el personatge secundari preferit dels fans, Ro va quedar vuitè de deu.El 2015, Lisa Granshaw la va incloure en una llista dels 21 personatges secundaris "més interessants" de la franquícia a Blastr. Granshaw va qualificar Ro de "personatge complicat i fort", i va dir que les seves "diferents capes i motivacions la van convertir en un personatge fantàstic per veure interactuar amb la lleial tripulació de l'"Enterprise".
El 2016, el personatge de Ro Laren va ser classificat com el 54è personatge més important de la Flota Estel·lar dins de l'univers de ciència-ficció de "Star Trek" per "Wired". El 2016, Screen Rant va classificar Ro Laren com el 15è millor personatge de "Star Trek". El 2017, IndieWire va classificar Ro Laren com el 12è millor personatge de Star Trek: La nova generació.
El 2018, CBR va classificar Ro Laren, el 15è millor personatge recurrent de tot Star Trek. Assenyalen que va ser la primera bajorana presentada a Star Trek, i que podria haver acabat com a personatge de Star Trek: Deep Space Nine.